# Motu-Nui
Motu-Nui är en ö i Chile.   Den ligger i regionen Región de Valparaíso, i den västra delen av landet, 3 800 km väster om huvudstaden Santiago de Chile.